# Gelastocera designata
Gelastocera designata är en fjärilsart som beskrevs av Felix Bryk 1948. Gelastocera designata ingår i släktet Gelastocera och familjen trågspinnare. Inga underarter finns listade i Catalogue of Life.